# Woldemar von Putbus
Woldemar von Putbus, auch Woldemar II. oder Waldemar († nach 1521), war Landvogt von Rügen.

## Leben
Woldemar war ein Sohn von Nicolaus von Putbus und Jutta von Moltke. Er war Herr über die Herrschaft Putbus und trat seit dem Jahr 1479 sowohl in diversen Rechtsgeschäften als auch am herzoglichen Hof urkundlich in Erscheinung. 1495 wurde er als Nachfolger von Curd Krakevitz Landvogt von Rügen. In dieser Stellung folgte ihm 1517 Degener Buggenhagen nach. 1521 wurde er zuletzt im Verzeichnis der Kriegsdienstpflichten mit einem Rossdienst für acht Pferde genannt. Er sollte vor 1529 verstorben sein, da er den Grimnitzer Vergleich nicht mehr mit zeichnet.
Er vermählte sich mit Agathe Gräfin von Everstein († 1535), einer Tochter von Ludwig Graf von Everstein (1441–1502), der von 1469 bis 1480 das Postulat des Bistums Cammin innehatte, und der Walpurgis, geb. Gräfin von Hohenstein. Aus der Ehe gingen die Töchter Hippolyta († nach 1555) und Jutta († 1596); ⚭ Wulf von Borcke auf Labes sowie der Sohn Georg († 1553); ⚭ Anne Katharine Gräfin Hohenstein († 1567), hervor.